# Pitágoras de Samos (boxeador)
Pitágoras de Samos foi um atleta olímpico antigo que tentou lutar, na 48a olimpíada (588 a.C.) na categoria para meninos mas foi excluído, e foi ridicularizado por ser efeminado; mas ele competiu contra os homens e derrotou todos.
De acordo com Diógenes Laércio, Pitágoras, o boxeador, não era o mesmo que Pitágoras de Samos, o filósofo; citando o oitavo livro de Miscelânea da História de Favorinus, que citava Eratóstenes, que citava Dionysius, o boxeador também havia escrito uma história da raça dos dórios.
Pitágoras foi o primeiro a lutar boxe de forma científica, na 48a olimpíada. Ele tinha cabelos longos e usava uma roupa púrpura, e foi excluído da competição para meninos, sendo ridicularizado por tentar competir com os meninos. Então ele competiu com os homens, e venceu.
Diógenes Laércio cita dois epigramas sobre Pitágoras, o atleta. O primeiro, atribuído a Theaetetus, o cita como um boxeador de cabelos longos, cujas façanhas devem ser perguntadas em Eleia, e são inacreditáveis. O outro menciona que ele foi lutar contra os meninos, era de Samos e filho de Crates.
Alguns autores modernos, por exemplo Kenneth Sylvan Guthrie, The life of Pythagoras (1919), consideram que Pitágoras, o atleta, e Pitágoras, o filósofo, eram pessoas distintas, porém outros autores, por exemplo Richard Cavendish e Yvonne Deutch, Man, myth & magic: the illustrated encyclopedia of mythology (1983), consideram que o filósofo, filho de Mnesarchus, foi o vencedor da luta de boxe na 48a olimpíada.